# Hexáció
A hexáció 6. a hiperoperációra utal, a rákövetkezés (ez a sorban a 0. elem), összeadás, szorzás, hatványozás, tetráció és pentáció után. Ez a művelet a pentáció többszöri ismétlése. Ez megegyezik a ( {\displaystyle \uparrow \uparrow \uparrow \uparrow } vagy {\displaystyle \uparrow ^{4}}) bináris függvénnyel Knuth felfelé mutató nyíl jelölésében. A hexációt gyakran jelölik hiperműveletként {\displaystyle a[6]b} is. Jelölése a Hiperfüggvényekben: {\displaystyle h_{6}(a,b)}
A hexációt tömbjelöléssel így írhatjuk fel {\textstyle \{a,b,4\}}, láncolt nyíl jelöléssel mint {\displaystyle a\rightarrow b\rightarrow 4} Hyper-E jelölésben pedig E(a)1#1#1#b.
A „hexation” szó a hexa- (hat) és az iteration (iteráció) szóból áll össze.
A hexáció kis számok esetén is hatalmas számokat eredményez, ezért sokkal ritkábban használják mint a hatványozást vagy a tetrációt.
| {\displaystyle a[6]b} | {\displaystyle \underbrace {a[5](a[5](a[5](\cdots [5](a[5](a[5]a))\cdots )))} _{\displaystyle b{\text{ másolat }}a{\text{-ból}}}} | hiper6 |

## Példák
- {\displaystyle a\uparrow \uparrow \uparrow \uparrow 0=1}
- {\displaystyle 1\uparrow \uparrow \uparrow \uparrow a=1}
- {\displaystyle a\uparrow \uparrow \uparrow \uparrow 1=a}
- {\displaystyle 2\uparrow \uparrow \uparrow \uparrow 2=4}
- {\displaystyle 2\uparrow \uparrow \uparrow \uparrow 3=2\uparrow \uparrow \uparrow (2\uparrow \uparrow \uparrow 2)=2\uparrow \uparrow 65,536}
- {\displaystyle 3\uparrow \uparrow \uparrow \uparrow 2=3\uparrow \uparrow \uparrow 3=3\uparrow \uparrow 7,625,597,484,987}
- {\displaystyle 3\uparrow \uparrow \uparrow \uparrow 3=3\uparrow \uparrow \uparrow 3\uparrow \uparrow \uparrow 3=3\uparrow \uparrow (3\uparrow \uparrow 3\uparrow \uparrow 3)=3\uparrow \uparrow (3\uparrow \uparrow 7,625,597,484,987)}
- {\displaystyle 4\uparrow \uparrow \uparrow \uparrow 2=4\uparrow \uparrow \uparrow 4=4\uparrow \uparrow 4\uparrow \uparrow 4\uparrow \uparrow 4}
- {\displaystyle 5\uparrow \uparrow \uparrow \uparrow 2=5\uparrow \uparrow \uparrow 5=5\uparrow \uparrow 5\uparrow \uparrow 5\uparrow \uparrow 5\uparrow \uparrow 5}